# 索倫·歐文·貝利
索倫·歐文·貝利（英語：Solon Irving Bailey，1854年12月29日—1931年6月5日）是一名美國天文學家，也是小行星504的發現者。
貝利於1887年加入哈佛大學天文台工作。他分別於1881年和1884年獲得波士頓大學的學士和碩士學位，並於1888年獲得哈佛大學的碩士學位。在天文台收到尤賴亞·A·鮑登遺囑中的「鮑登基金」遺贈後，貝利在尋找秘魯阿雷基帕的鮑登站址上扮演了重要角色，並在1892年至1919年間負責該站的工作。他也是最早在秘魯進行氣象研究的人之一，在海拔極高的荒涼地區進行了廣泛的旅行。由於氣象條件較佳，鮑登站於1927年遷往南非，並改名為鮑登天文台。
他對南方天空球狀星團中的變星進行了廣泛的研究。他還進行了光變曲線分析，測量了近地小行星愛神星在1903年對射期間的自轉週期。在愛德華·皮克林去世後、哈羅·沙普利上任之前，貝利於1919年至1921年間擔任哈佛學院天文台代理台長。他與亨丽爱塔·斯万·勒维特是資深同事。1892年，他獲選為美國文理科學院院士。1931年6月5日，貝利因心臟病在新罕布夏州漢諾威逝世，享年76歲。

## 外部連結
- Fernie, J. D. . American Scientist. 2000, 88 (5): 396. doi:10.1511/2000.5.396.
- Fernie, J. D. . American Scientist. 2001, 89 (2): 123. doi:10.1511/2001.2.123.
- Fernie, J. D. . American Scientist. 2001, 89 (5): 402. doi:10.1511/2001.5.402.

## 延伸閱讀
- Dieke, Sally. .  1. New York: Charles Scribner's Sons: 397–398. 1970. ISBN 978-0-684-10114-9.